# Agave impressa
Agave impressa ist eine Pflanzenart aus der Gattung der Agaven (Agave). Ein englischer Trivialname ist „Bud-Printed Leaves Agave“.

## Beschreibung
Agave impressa wächst einzeln. Die hellgrünen bis rotgefärbten, linealisch bis lanzettenförmig, variabel angeordneten, dick fleischigen, etwas faserigen Blätter sind 40 bis 60 cm lang und 5 bis 9 cm breit. Die Blätter sind mit weißen Abdrücken versehen. Die hornigen, weißen Blattränder sind unregelmäßig gezahnt. Der kräftige graue Enddorn ist 3 bis 5 cm lang.
Der rispige, schlanke, gerade Blütenstand wird 2 bis 3 m hoch. Die paarigen Blüten erscheinen zwischen den Blättern nahe der Basis. Die grünen bis gelbfarbenen Blüten sind 35 bis 40 mm lang. Die kurz ausgebreitete Röhre wird 1,5 bis 2 mm lang.
Die länglichen bis eiförmigen Kapselfrüchte sind 15 bis 18 mm lang und 8 bis 10 mm breit. Die Samen sind nicht bekannt.
Die Blütezeit reicht von Januar bis März.

## Systematik und Verbreitung
Agave impressa ist in Mexiko im Bundesstaat Sinaloa in tropischen Regionen auf vulkanischen Felskanten, in Waldland in 100 m bis 300 m Höhe verbreitet. Sie ist vergesellschaftet mit Agave nayaritensis.
Die Erstbeschreibung durch Howard Scott Gentry ist 1982 veröffentlicht worden.
Agave impressa ist ein Vertreter der Sektion Marginatae. Die innerhalb der Gruppe eigenständige Art wächst begrenzt in unwirtlichen Gegenden nahe Escuinapa in Sinaloa. Typisch sind die mit weißen Abdrücken versehenen, hellgrünen bis rotgefärbten Blätter. Die Blattränder sind hornig und unregelmäßig gezahnt.